# Пыхья-Кырвемаа (заповедник)
Пы́хья-Кы́рвемаа (эст. Põhja-Kõrvemaa looduskaitseala) — заповедник в уезде Харьюмаа, Эстония. 

## История
Заповедник создан постановлением Уездного правления Харьюмаа № 189 от 29 октября 1991 года. Постановлением Правительства Эстонии № 163 от 26 августа он был переименован в природный парк Пыхья-Кырвемаа, постановлением Правительства Республики № 137 от 5 сентября 2007 года вновь переименован в заповедник. В советское время на его территории находился военный полигон.
C 2004 года заповедник входит в природоохранную сеть Натура 2000.
Цель создания заповедника — защита ледниковых форм рельефа, болотных массивов, озёр, биоценозов и редких видов растительного и животного мира.

## География
Расположен в уезде Харьюмаа, на территории волостей Куусалу и Ания. Площадь — 13 157,9 гектара, в том числе водоёмы — 183,9 га.
На территории заповедника находится более 30 озёр, в их числе самое глубокое озеро Северной Эстонии — Умерикъяв. Половина природоохранной территории покрыта болотами, в основном верховыми. Крупнейшие болота: Койтъярве, Суур-Соо и Выхма. Среди лесов преобладают хвойные.
- Карта заповедника Пыхья-Кырвемаа

## Рельеф
На территории заповедника расположены две зоны краевых образований: Аэгвийду-Паукъярве и Кулли-Койтъярве. В заповеднике представлены как озы и камы, так и ровные плато. Из-за больших контрастов высот этот район также называют «Эстонская Швейцария». Озы достигают высоты до 100 метров, их склоны крутые, местами достигают 40 градусов.  Своеобразной является возникшая в результате человеческой деятельности (военных учений) пустошь Юсси.

## Флора и фауна
Заповедник является местом обитания многих охраняемых видов птиц: беркут (Aquila chrysaetos), глухарь (Tetrao urogallus), лебедь-кликун (Cygnus cygnus), чернозобая гагара (Gavia arctica), золотистая ржанка (Pluvialis apricaria), тетерев (Tetrao tetrix), фифи (Tringa glareola), лесной жаворонок (Lullula arborea), серый журавль (Grus grus), длиннохвостая неясыть (Strix uralensis), обыкновенный гоголь (Bucephala clangula), большой улит (Tringa nebularia), кряква (Anas platyrhynchos) и др..
Охраняемые виды растительного мира: остролодочник полевой (Oxýtropis campestris), полушник колючеспоровый (Isoetes echinospora), лобелия Дортмана (Lobelia dortmanna), эспарцет песчаный (Onobrýchis arenária), ладьян трёхнадрезный (Corallorhíza trífida), полушник озёрный (Isoétes lacústris), башмачок настоящий (Cypripedium calceolus), прострел раскрытый (Pulsatílla pátens), камнеломка болотная (Saxifraga hirculus), плаун булавовидный (Lycopódium clavátum), гудайера ползучая (Goodyéra répens), плаун сплюснутый (Diphasiástrum complanátum), пальчатокоренник Фукса (Dactylorhīza fūchsii), прострел луговой (Pulsatílla praténsis), дифазиаструм трёхколосковый (Diphasium tristachyum), любка двулистная (Platanthéra bifólia).
Малые охраняемые представители животного мира на территории заповедника: обыкновенная жемчужница (Margaritifera margaritifera), змеевик обыкновенный (Ophiogomphus cecilia), прыткая ящерица (Lacerta agilis), толстая перловица (Unio crassus), капюшонник бороздчатый (Stephanopachys linearis).
Из крупных хищников здесь обитают медведь, волк, рысь.

## Туризм
В заповеднике находятся 3 учебных тропы: Ууэярве (протяжённость 6 км), Юсси (8 км) и Паукярве (5 км). Подготовлены 6 площадок для палаточных лагерей, где есть туалеты, скамейки, инфостенды, дрова, ящики для мусора. Установлены 2 наблюдательные вышки. Проложена дощатая дорога длиной 3,2 км.

## Галерея
- Прострел раскрытый
в заповедние Пыхья-Кырвемаа
- Обыкновенная гадюка в пустоши Юсси
- Болото Суур-Соо зимой
- Пустошь Юсси в заповеднике
Пыхья-Кырвемаа в мае